# Княжая улица (Чернигов)
Княжая улица (до 2022 года — улица Кирпоноса) (укр. Княжа вулиця) — улица в Деснянском и Новозаводском районах города Чернигова, исторически сложившаяся местность (район) Третьяк и Предградье. Пролегает от улицы Елецкая до улицы Рыночная. Улица служит границей между двумя административными районами города.
Примыкают улицы Святониколаевская, Князя Чёрного, Шевченко, Магистратская, Коцюбинского, проспект Победы.

## История
Александровская улица проложена согласно плану 1805 года. Улицы Александровская и Всеволодская были разделены Красной площадью. Со временем западная часть площади стала частью Всеволодской улицы, был разбит Театральный сквер между улицей и площадью в период 1898—1899 года. В 1919 году Александровская улица переименована на улица 25 Октября — в честь Дня Великой Октябрьской социалистической революции. Позже была присоединена Всеволодская улица.
В 1806 году был построен одноэтажный дом с ротондой для магистрата, в 1866 году был надстроен второй этаж. В 1930-е годы этот дом был ещё раз перестроен: разобрав ротонду, был надстроен третий этаж. Здесь была расположена Городская дума, затем с конца XIX века — Городской банк. После национализации в советский период — областная контора Государственного банка, сейчас — Управление Национального банка Украины в Черниговской области (дом № 16/2). В 1948 году здание было вновь отстроено.
В 1906 году в подвале дома № 6/6 в период Первой русской революции находилась подпольная типография Черниговской социал-демократической организации.
На Всеволодской улице в доме Флёрова размещалось Черниговское городское мужское училище, основанное в 1907 году. В 1913 году было преобразовано в высшее начальное училище. В 1915 году имело 4 класса и насчитывалось 98 учеников.
В период 1856—1861 года в доме № 30 (сейчас № 20 А) жил с родителями русский писатель Глеб Иванович Успенский.
В доме № 20 Б (сейчас № 30/77), что на углу с современным проспектом Победы, в январе 1918 года был размещён штаб Замоскворецкого Красногвардейского отряда, с помощью которого была установлена советская власть в Чернигове.
В период Великой Отечественной войны ряд зданий был разрушен, в том числе дом магистрата (городской думы), здания бывшего Александровского училища (основанное в 1888 году). В период 1920—1930 годы здесь находился индустриальный техникум, позже в довоенные годы — школа механизации сельского хозяйства. На их месте были возведены жилые дома и 2-этажное здание (построено в 1961 году, дом № 22/43), где размещены две городские библиотеки. В 1960-е годы в доме № 18 (здание не сохранилось) была расположена редакция областной молодёжной газеты «Комсомолец Черниговщины»
В 1960 году была создана «Черниговская фабрика художественных изделий имени 8 Марта» (дом № 25) на базе артели имени 8 Марта, организованной в 1931 году. Выпускала блузы, рубашки, полотенца, скатерти, бельё, салфетки. Сейчас предприятие называется «Ярославна».
В 1963 году была заасфальтирована улица, наряду с другими улицами города, по которым планировались троллейбусные маршруты. В 1964 году улица стала участком одного из первых троллейбусных маршрутов № 1 («Бобровица — Вокзал»).
В 1978 году улица имени 25 Октября переименована на улица Кирпоноса — в честь генерал-полковника РККА, Героя Советского Союза, уроженца Черниговщины Михаила Петровича Кирпоноса.
В 2022 году началось строительство 3-секционного 6-7-этажного дома (ЖК «Елецкий») в начале улицы — непарная сторона до примыкания Святониколаевской улицы; усадебная застройка была ликвидирована (в частности на месте одноэтажного деревянного дома № 5/7 улицы Кирпоноса). До этого на непарной стороне улицы до примыкания Святониколаевской улицы на месте ликвидированной усадебной застройки (дома № 8 и 10 Святониколаевской улицы, № 7 улицы Кирпоноса) в 2013 году был введён в эксплуатацию 5-этажный жилой дом (№ 7 улицы Кирпоноса).
С целью проведения политики очищения городского пространства от топонимов, которые возвеличивают, увековечивают, пропагандируют или символизируют Российскую Федерацию и Республику Беларусь, 1 августа 2022 года улица получила современное название — в честь государственного образования на Руси Черниговского княжества, согласно Решению Черниговского городского совета № 19/VIII-6 «Про переименование улиц в городе Чернигове» («Про перейменування вулиць у м. Чернігові»)

## Застройка
Улица пролегает в северо-западном направлении параллельно Ремесленной улице и проспекту Мира. Непарная сторона между улицами Шевченко и Магистратская занята сквером имени Н. Н. Попудренко.
Начало улицы (до примыкания улицы Шевченко) парная сторона занята сначала усадебной и затем малоэтажной (3-этажные дома) жилой застройкой, непарная — малоэтажной (2-3-этажные дома) и многоэтажной (5-этажные дома) жилой застройкой. Затем (участок между улицей Магистратская и проспектом Победы) парная сторона занята малоэтажной (2-этажные здания учреждений обслуживания) нежилой застройкой и многоэтажной (5-этажные дома, налоговая инспекция) жилой застройкой, непарная — Черниговский горсовет, малоэтажной (2-этажные дома) жилой и усадебной (два дома) застройкой. Конец улицы (участок между проспектом Победы и Рыночной улицей) — аллея Центрального рынка, без проезда, с двумя зданиями (5-этажный жилой дом, отделение связи).
Учреждения:
1. дом № 7 — Почётное консульство Российской Федерации в Чернигове
2. дом № 9 — Управление архитектуры
3. дом № 16/2 — Управление Национального банка Украины в Черниговской области
4. улица Магистратская дом № 7/15 — Черниговский горсовет
5. дом № 20 А — Черниговская детская стоматологическая поликлиника
6. дом № 25 — фабрика «Ярославна» — ранее «Черниговская фабрика художественных изделий имени 8 Марта»
7. дом № 28 — Государственная налоговая инспекция в городе Чернигов
8. дом № 22/43 — Центральная городская библиотека имени М. М. Коцюбинского и Черниговская городская библиотека для детей имени А. П. Довженко
9. дом № 30/77 — Черниговское городское Управление Главного управления Госсанэпидемслужбы Украины в Черниговской области. Главный государственный санитарный врач Чернигова
10. дом № 36 — отделение связи «Укрпочта»

| |                                                                                               | | |
| Памятник истории Дом, где в годы Первой русской революции находилась подпольная типография Черниговской социал-демократической организации | Дом № 8 А. Установлена мемориальная доска Герою Советского Союза Василию Никифоровичу Шпагину | Участок между улицами Князя Чёрного и Шевченко, все исторические дома | Памятник архитектуры Здание государственного банка |
| |                                                                                               | | |
| Памятник архитектуры Здание городского банка                                                                                               | Памятник истории Дом, где жил писатель Г. И. Успенский                                        | Участок между улицами Магистратская и Коцюбинского, исторические дома №№ 22/43 и 21/45. Дом № 22/43 (слева) — Центральная городская библиотека и Черниговская городская библиотека для детей | Памятник истории Здание Черниговского отделения государственного банка — дом, где в январе 1918 года был размещён штаб Замоскворецкого Красногвардейского отряда |

Памятники архитектуры местного значения:
1. дом № 15/7 — Здание государственного банка (начало XX века)
2. дом № 16/2 — Здание городского банка (1948)

Памятники истории местного значения:
1. дом № 6/6 — Дом, где в годы Первой русской революции находилась подпольная типография Черниговской социал-демократической организации (дом конца XIX века, 1906 год, мемориальная доска 1972) — данный памятник истории рекомендован к снятию с государственного учёта
2. дом № 20 А — Дом, где жил писатель Г. И. Успенский (дом начала XIX века, 1856—1961 года) — Дом купца П. Т. Щелкановцева
3. дом № 30/77 — Здание Черниговского отделения государственного банка[14] (конец XIX века) — дом, где в январе 1918 года был размещён штаб Замоскворецкого Красногвардейского отряда, с помощью которого была установлена советская власть в Чернигове (дом 2-й половины XIX века, штабом был в 1918)

Есть ряд значимых и рядовых исторических зданий, что не являются памятниками архитектуры или истории: все дома между улицами Князя Чёрного и Коцюбинского, все дома непарной стороны между улицей Коцюбинского и проспектом Победы.
Мемориальные доски:
1. дом № 6 — подпольной типографии Черниговской социал-демократической организации — демонтирована[16] — на здании, где находилась (1906, доска 1972 год)
2. дом № 8 А — Герою Советского Союза Василию Никифоровичу Шпагину — на доме, где жил
3. дом № 16/2 — Черниговскому городскому главе Василию Михайловичу Хижнякову (с барельефом) — на здании, где работал (1875—1887)
4. дом № 20 А — Герою Советского Союза, уроженцу Черниговщины Михаилу Петровичу Кирпоносу (доска 2003 год) — комментарий старого именования улицы — объект культурного наследия вновь выявленный
5. дом № 20 А — писателю Глебу Ивановичу Успенскому — демонтирована — на доме, где жил (1856—1861, мраморная доска 1952 год)[17]
6. дом № 30 — штабу Замоскворецкого Красногвардейского отряда — демонтирована — на здании, где находился (19.01-16.11.1918, доска 1972 год)[18]